# Skolimów (przystanek kolejowy)
Skolimów – zlikwidowana wąskotorowa stacja kolejowa w Konstancinie-Jeziornie, w dzielnicy Skolimów; w województwie mazowieckim, w Polsce.
W obrębie stacji znajdował się murowany budynek wybudowany w latach dwudziestych XX wieku położony przy ul. Kazimierza Pułaskiego 81, który mieścił kasę i poczekalnię, zaś wejście prowadziło przez ogród. Obecnie znajdują się w nim mieszkania komunalne. Na lewej części fasady budynku znajdują się pozostałości napisu z nazwą stacji "Skolimów". Zachowaną pozostałością stacji jest również stary słupek z napisem "PKP" znajdujący się na rogu ulic Pułaskiego i Bydgoskiej.